# Henry Pelham-Clinton, V duca di Newcastle
Henry Pelham-Clinton, quinto duca di Newcastle-under-Lyne, noto come duca di Newcastle (Henry Pelham Fiennes Pelham-Clinton, 5th Duke of Newcastle-under-Lyne; 22 maggio 1811 – 18 ottobre 1864), è stato un politico britannico.
Duca di Newcastle (in inglese Duke), ministro della guerra e delle colonie della Gran Bretagna dal 1852 al 1854, ministro della guerra dal 1854 al 1855 e ministro delle colonie dal 1859 al 1864. Ebbe un ruolo determinante nella prima fase della guerra di Crimea.

## Biografia
Newcastle era il figlio maggiore di Henry Pelham-Clinton, IV duca di Newcastle. Fu deputato alla Camera dei comuni dal 1832 al 1851, periodo nel quale collaborò con  Robert Peel. Il 27 novembre 1832 sposò Lady Susan Hamilton (9 giugno 1814 – 28 novembre 1889), figlia di Alexander Hamilton, X duca di Hamilton e di Lady Susan Euphemia Beckford, con la quale ebbe 5 figli, tra cui Edward Pelham-Clinton.
Alla morte del padre, nel 1851, passò alla Camera dei lord come quinto duca di Newcastle. Divenne ministro delle colonie sotto la guida del primo ministro Aberdeen alla fine del 1852, e due anni dopo, allo scoppio della guerra di Crimea contro la Russia, divenne anche ministro della guerra.

### La guerra di Crimea
Il suo compito al ministero della guerra fu estremamente difficile poiché la Gran Bretagna era in pace da più di 30 anni e piuttosto impreparata al conflitto. Nonostante il suo impegno, il duca fu giudicato negativamente per gli errori del primo anno di guerra, benché più tardi i critici ritennero che avesse fatto il possibile.
Nel giugno del 1854, quando con il suo corpo di spedizione lord Raglan era ancora a Varna (Bulgaria), Newcastle gli inviò le istruzioni per iniziare al più presto l'assedio di Sebastopoli (principale base navale russa del Mar Nero), dato che non poteva esserci alcuna prospettiva di pace fin quando la città fortezza fosse rimasta nelle mani dei russi.
Al tempo della battaglia di Balaklava (ottobre 1854), Newcastle difese lord Raglan dagli attacchi del quotidiano The Times, ma quando gli attacchi si fecero duri e il governo risultò in pericolo, il ministro prese le distanze dal generale.
Il 1 febbraio 1855, con il nuovo governo di lord Palmerston, Newcastle lasciò la carica di ministro della guerra. Si adoperò ancora per il suo paese recandosi in Crimea per esaminare le condizioni dell'esercito e condusse una fitta corrispondenza con Raglan.

### Gli ultimi tempi
Divenne ministro delle colonie con Palmerston nel 1859, carica che mantenne fino al 1864, quando si dimise per problemi di salute in parte attribuiti all'ansia di cui fu vittima durante la guerra di Crimea. Morì il 18 ottobre dello stesso anno.

## Ascendenza
|                                                 |                  |                                              | Genitori                                    |  |  | Nonni |  |  | Bisnonni                                      |  |  | Trisnonni                               |  |
|                                                 |                  |                                              |                                             |  |  |       |  |  | 8. Henry Pelham-Clinton, II duca di Newcastle |  |  | 16. Henry Clinton, VII conte di Lincoln |  |
|                                                 |                  |                                              |                                             |  |  |       |  |  | 8. Henry Pelham-Clinton, II duca di Newcastle |  |  | 16. Henry Clinton, VII conte di Lincoln |  |
|                                                 |                  | 17. Lucy Pelham                              |                                             |  |  |       |  |  | 8. Henry Pelham-Clinton, II duca di Newcastle |  |  |                                         |  |
| 4. Thomas Pelham-Clinton, III duca di Newcastle |                  |                                              |                                             |  |  |       |  |  | 8. Henry Pelham-Clinton, II duca di Newcastle |  |  |                                         |  |
|                                                 |                  | 9. Catherine Pelham                          | 18. Henry Pelham                            |  |  |       |  |  |                                               |  |  |                                         |  |
|                                                 |                  | 9. Catherine Pelham                          | 18. Henry Pelham                            |  |  |       |  |  |                                               |  |  |                                         |  |
|                                                 |                  | 9. Catherine Pelham                          | 19. Catherine Manners                       |  |  |       |  |  |                                               |  |  |                                         |  |
| 2. Henry Pelham-Clinton, IV duca di Newcastle   |                  | 9. Catherine Pelham                          |                                             |  |  |       |  |  |                                               |  |  |                                         |  |
|                                                 |                  | 10. William Stanhope, II conte di Harrington | 20. William Stanhope, I conte di Harrington |  |  |       |  |  |                                               |  |  |                                         |  |
|                                                 |                  | 10. William Stanhope, II conte di Harrington | 20. William Stanhope, I conte di Harrington |  |  |       |  |  |                                               |  |  |                                         |  |
|                                                 |                  | 10. William Stanhope, II conte di Harrington | 21. Anne Griffith                           |  |  |       |  |  |                                               |  |  |                                         |  |
| 5. Anne Mary Stanhope                           |                  | 10. William Stanhope, II conte di Harrington |                                             |  |  |       |  |  |                                               |  |  |                                         |  |
|                                                 |                  | 11. Caroline Fitzroy                         | 22. Charles FitzRoy, II duca di Grafton     |  |  |       |  |  |                                               |  |  |                                         |  |
|                                                 |                  | 11. Caroline Fitzroy                         | 22. Charles FitzRoy, II duca di Grafton     |  |  |       |  |  |                                               |  |  |                                         |  |
|                                                 |                  | 11. Caroline Fitzroy                         | 23. Henrietta Somerset                      |  |  |       |  |  |                                               |  |  |                                         |  |
| 1. Henry Pelham-Clinton, V duca di Newcastle    |                  | 11. Caroline Fitzroy                         |                                             |  |  |       |  |  |                                               |  |  |                                         |  |
|                                                 | 12. Edward Mundy | 24. Robert Mundy                             |                                             |  |  |       |  |  |                                               |  |  |                                         |  |
|                                                 | 12. Edward Mundy | 24. Robert Mundy                             |                                             |  |  |       |  |  |                                               |  |  |                                         |  |
|                                                 | 12. Edward Mundy | 25. Ellen Slack                              |                                             |  |  |       |  |  |                                               |  |  |                                         |  |
| 6. Edward Miller Mundy                          | 12. Edward Mundy |                                              |                                             |  |  |       |  |  |                                               |  |  |                                         |  |
|                                                 |                  | 13. Hester Miller                            | 26. Humphrey Miller                         |  |  |       |  |  |                                               |  |  |                                         |  |
|                                                 |                  | 13. Hester Miller                            | 26. Humphrey Miller                         |  |  |       |  |  |                                               |  |  |                                         |  |
|                                                 |                  | 13. Hester Miller                            | 27. Hester Leche                            |  |  |       |  |  |                                               |  |  |                                         |  |
| 3. Georgina Elizabeth Mundy                     |                  | 13. Hester Miller                            |                                             |  |  |       |  |  |                                               |  |  |                                         |  |
|                                                 |                  | 14. Evelyn Chadwick                          | …                                           |  |  |       |  |  |                                               |  |  |                                         |  |
|                                                 |                  | 14. Evelyn Chadwick                          | …                                           |  |  |       |  |  |                                               |  |  |                                         |  |
|                                                 |                  | 14. Evelyn Chadwick                          | …                                           |  |  |       |  |  |                                               |  |  |                                         |  |
| 7. Georgiana Chadwick                           |                  | 14. Evelyn Chadwick                          |                                             |  |  |       |  |  |                                               |  |  |                                         |  |
|                                                 |                  | 15. Elizabeth Fowler                         | …                                           |  |  |       |  |  |                                               |  |  |                                         |  |
|                                                 |                  | 15. Elizabeth Fowler                         | …                                           |  |  |       |  |  |                                               |  |  |                                         |  |
|                                                 |                  | 15. Elizabeth Fowler                         | …                                           |  |  |       |  |  |                                               |  |  |                                         |  |
|                                                 |                  | 15. Elizabeth Fowler                         |                                             |  |  |       |  |  |                                               |  |  |                                         |  |